# Château de Lamothe (Calvinet)
Pour les articles homonymes, voir château de Lamothe.
Le château de Lamothe est un château situé en France sur la commune de Puycapel, en région Auvergne-Rhône-Alpes.

## Localisation
Le monument se situe en bordure de la route départementale D66, reliant Calvinet à Cassaniouze, sur le territoire de la commune nouvelle de Puycapel.

## Historique
Le château de Lamothe, mentionné dès le XIVe siècle, n’a jamais eu de rôle militaire. Il est resté dans la même lignée familiale depuis sa création, transmis par mariage (Roquefort, Gausserand, puis Bonnafos en 1713). En 1793, il échappa à la destruction grâce à Joseph Timothée de Bonnafos, vétéran de la guerre d'indépendance des États-Unis,.

### Protection
Le château est inscrit au titre des monuments historiques par arrêté du 15 septembre 1993.

## Description
Remanié aux XVIIIe et XIXe siècles, le château s’organise autour d’une cour encadrée de bâtiments agricoles et d’une fontaine centrale. L’aile ouest, de style romantique, intègre une tour et des éléments néogothiques. Le grand salon a été aménagé par Henri Rapine, architecte en chef des monuments historiques.